# Кай Уиндинг
Кай Уиндинг (на английски: Kai Chresten Winding) (/ ˈ k aɪ ˈ w ɪ n d ɪ ŋ / KY WIN -ding; 18 май 1922 – 6 май 1983) е американски тромбонист и джаз композитор , роден в Дания . Той е известен със сътрудничеството си с колегата си тромбонист Джей Джей Джонсън. Неговата версия на „More“, темата от филма Mondo Cane, достига през 1963 г. номер 8 в Билборд Хот 100 и остава единственият му запис тук.

## Биография
Уиндинг е роден в Орхус , Дания. Баща му, Уве Уиндинг, беше натурализиран гражданин на САЩ, така че Кай, майка му и сестрите му, макар и родени в чужбина, вече бяха американски граждани. През септември 1934 г. майка му, Джени Уиндинг, премества Кай и двете му сестри, Ан и Алис. Кай завършва през 1940 г. Stuyvesant High School в Ню Йорк и през същата година започва кариерата си като професионален тромбонист в групата на Shorty Allen. Впоследствие той играе със Сони Дънам и Алвино Рей, докато не влезе в бреговата охрана на Съединените щати по време на Втората световна война.
След войната Уиндинг е член на оркестъра на Бени Гудман, след това на Стан Кентън. Той участва в сесиите Birth of the Cool през 1949 г., появявайки се в четири от дванадесетте песни, докато Джей Джей Джонсън се появява в останалите осем, след като е участвал в другите две сесии.
(Отляво:) Еди Сафрански , Кай Уиндинг, Стан Кентън , Пийт Руголо и Шели Ман , c. Януари 1946 г.
Снимка от Уилям П. Готлиб
През 1954 г., по настояване на продуцента Ози Кадена, Уиндинг започва дълга връзка с Джонсън, записвайки дуети с тромбон за Savoy Records (тогава Columbia). Експериментира с инструменти в духови ансамбли. Албумът Jay & Kai + 6 (1956) включва тромбонов октет и тромбониум. Той композира и аранжира много от произведенията, записани от него и Джонсън.
През 60-те години Уиндинг започва сътрудничество с Verve Records и продуцента Крийд Тейлър. Той издава първата версия на Time Is On My Side през 1963 г., преди да бъде записана от Ирма Томас и Ролинг Стоунс. Неговият най-продаван запис от този период е More, темата от филма Mondo Cane, който достигна номер 8 в Billboard Hot 100 и остана единственият му запис тук. Аранжиран и дирижиран от Клаус Огерман, „More“ включва вероятно първото появяване на френския електронен музикален инструмент ондиолин в американски запис. Въпреки че Уиндинг е смятан за свирещ на ондиолин, китаристът Вини Бел, който е работил по сесията, твърди, че е свирен от Жан-Жак Перей, пионер на електронната музика. Уиндинг отново експериментира с ансамбли, записва солови албуми и един албум с кънтри музика с Anita Kerr Singers. Той последва Крийд Тейлър в A&M / CTI и прави още албуми с Джей Джей Джонсън. Той е член на звездната джаз група Giants of Jazz през 1971 г.
Неговият син, Джай Уиндинг, е кийбордист, който е работил като сесиен музикант, писател и продуцент в Лос Анджелис.
Кай Уиндинг умира от мозъчен тумор в Йонкърс, Ню Йорк през 1983 г.